# ماکس دسوآر
ماکسیمیلیان دسوآر (زاده ۸ فوریه ۱۸۶۷ – درگذشته ۱۹ ژوئیه ۱۹۴۷) فیلسوف، روان‌شناس و نظریه‌پرداز زیبایی‌شناسی آلمانی بود.

## حرفه
دسوآر در برلین، در یک خانواده یهودی آلمانی به دنیا آمد، والدینش لودویگ دسوآر (۱۸۱۰–۱۸۷۴)، «تحسین برانگیزترین بازیگر شکسپیر آلمان»، و همسر سوم لودویگ، اوت گرون مایر (در حدود ۱۹۲۴ درگذشت) بودند. ماکس از دانشگاه‌های برلین (فلسفه، ۱۸۸۹) و وورزبورگ (پزشکی، ۱۸۹۲) مدرک دکترا گرفت. او از سال ۱۸۹۷ تا ۱۹۳۳ در برلین استاد بود، زمانی که نازی‌ها او را از تدریس منع کردند.
دسوآر که یکی از همکاران پیر ژانت و زیگموند فروید بود، در سال ۱۸۹۰ کتابی در مورد خودِ دوگانه منتشر کرد، که ذهن را به دو لایه تقسیم می‌کند که هر یک دارای پیوندهای خاص خود و زنجیره حافظه خاص خود است. او بر این باور بود که «ناخودآگاه» (Unterbewusstein) در پدیده‌هایی مانند رؤیا، هیپنوتیزم و شخصیت دوگانه پدیدار می‌شود. کار او توسط اتو رنک در مطالعه خود در مورد Doppelgänger ساخته شد.
دسوآر در مقاله‌ای در سال ۱۸۹۴ گزارشی از تکامل غریزه جنسی از غیرمتمایز به متمایز منتشر کرد که توسط آلبرت مول و زیگموند فروید انجام شد. فروید در سه مقاله خود در باب تئوری جنسیت به‌طور تأیید آمیزی به آن اشاره می‌کند.
ماکس دسوآر که فیلسوف نوکانتی محسوب می‌شود، Zeitschift für Ästhetik und allgemeine Kunstwissenschaft را تأسیس کرد که سال‌ها آن را ویرایش کرد، و اثر Ästhetik und allgemeine Kunstwissenschaft را منتشر کرد که در آن پنج شکل اصلی زیبایی‌شناسی را فرموله کرد: زیبا، والا، غم‌انگیز، زشت و خنده دار.
دوسوآر با سوپرانو سوزان دسوآر ازدواج کرد. او در سن ۸۰ سالگی در کونیگشتاین ام تاونوس درگذشت.

## فراروانشناسی
در سال ۱۸۸۹، دسوآر در مقاله‌ای در مجله آلمانی ابوالهول، اصطلاح «پاراسیکولوژی» (در واقع در معادل آلمانی آن، «Parapsychologie») را ابداع کرد: «اگر فردی … با چیزی فراتر یا غیر از معمول مشخص شود، شاید بتوان پدیده‌هایی را که خارج از فرایند معمول زندگی درونی است، فراروان‌شناسی نامید و علم مربوط به آن‌ها را فراروان‌شناسی نامید. این کلمه خوب نیست، اما به نظر من این مزیت را دارد که یک منطقهٔ حاشیه ای تا کنون ناشناخته بین حالت‌های متوسط و آسیب شناختی را نشان می‌دهد. با این حال، چنین نامگذاری‌هایی به جز کابرد عملی ارزش دیگری ندارند.»
دسوآر یکی از اعضای انجمن تحقیقات روانی بود. او به شدت نسبت به رسانه فیزیکی بدبین بود. او نویسنده کتاب Vom Jenseits der Seele: Die Geheimwissenschaften در kritischer Betrachtung («فراتر از» روح: علوم غیبی مورد بررسی انتقادی) بود که شش برا ویرایش شد.
این کتاب حاوی اطلاعات تردید آمیز در مورد رسانه‌های یان گوزیک، فرانک کلوسکی، هنری اسلید و بسیاری دیگر بود. ویرایش ششم ۱۹۳۰ (تجدید چاپ در سال ۱۹۶۷) حاوی افشاگری از قربانی ادعایی poltergeist الئونور زوگون بود. به گفته Dessoir، او این پدیده را به صورت متقلبانه انجام داده بود.

## شعبده‌بازی
دسوآر یک شعبده‌باز آماتور بود که از نام مستعار «ادموند دبلیو. رلز» استفاده کرده بود. او به تاریخ و روان‌شناسی جادو علاقه داشت. او مجموعه‌ای از مقاله‌ها را با عنوان روان‌شناسی لگردمین منتشر کرد که در پنج نوبت هفتگی برای مجله Open Court از ۲۳ مارس تا ۲۰ آوریل ۱۸۹۳ چاپ می‌شد
مقاله او روان‌شناسی هنر احضار در کتاب HJ Burlingame در سراسر جهان با یک شعبده باز و یک شعبده باز (۱۸۹۱) گنجانده شد.

## آثار
- Bibliographie des modernen Hypnotismus (1888)
- Karl Philipp Moritz als Aesthetiker (1889)
- Geschichte der neueren deutschen Psychologie (1902)
- Zeitschrift für Ästhetik und allgemeine kunstwissenschaft (1906)
- طرح کلی تاریخ روان‌شناسی (۱۹۱۲)
- Vom Jenseits der Seele: Die Geheimwissenschaften in kritischer Betrachtung (1917، ۱۹۲۰، ۱۹۳۰، تجدید چاپ در ۱۹۶۷)

در مورد سحر و جادو
- روان‌شناسی هنر احضار (۱۸۹۱)
- Psychologische Skizzen (1893، Edmund W. Rells [شبه.])
- Dessoir, M. (1893). روان‌شناسی لگردمین. دادگاه باز ۷: ۳۵۹۹–۳۶۰۲.